# Karaïskákis
Karaïskákis är en ort i Grekland.   Den ligger i prefekturen Nomós Aitolías kai Akarnanías och regionen Västra Grekland, i den centrala delen av landet, 240 km väster om huvudstaden Aten. Karaïskákis ligger 49 meter över havet och antalet invånare är 742.
Terrängen runt Karaïskákis är huvudsakligen kuperad, men åt sydväst är den bergig. Karaïskákis ligger nere i en dal. Runt Karaïskákis är det glesbefolkat, med 20 invånare per kvadratkilometer. Närmaste större samhälle är Astakós, 5,2 km söder om Karaïskákis. 